# Alex James (football)
Pour les articles homonymes, voir Alex James et James.
Alexander Wilson James fut un footballeur écossais, qui est né le 14 septembre 1901 à Mossend (en) dans le Lanarkshire et décédé le 1er juin 1953. Évoluant au poste d'inside forward (inter droit), il fut l'un des plus grands joueurs de l'histoire d'Arsenal Football Club. Il fait partie du Scottish Football Hall of Fame, depuis 2005, lors de la deuxième session d'intronisation.

## Biographie
Alex James découvrit le football dans l'équipe de jeunes d'un club local avant de rejoindre Raith Rovers en 1922. Après trois saisons à Starks Park et une centaine de matchs il fut engagé par Preston North End en 1925. Durant les quatre années qu'il passa en seconde division il inscrivit 55 buts dans 157 matchs. À la suite d'un différend financier avec son club il rejoignit le Arsenal FC de Herbert Chapman en 1929.

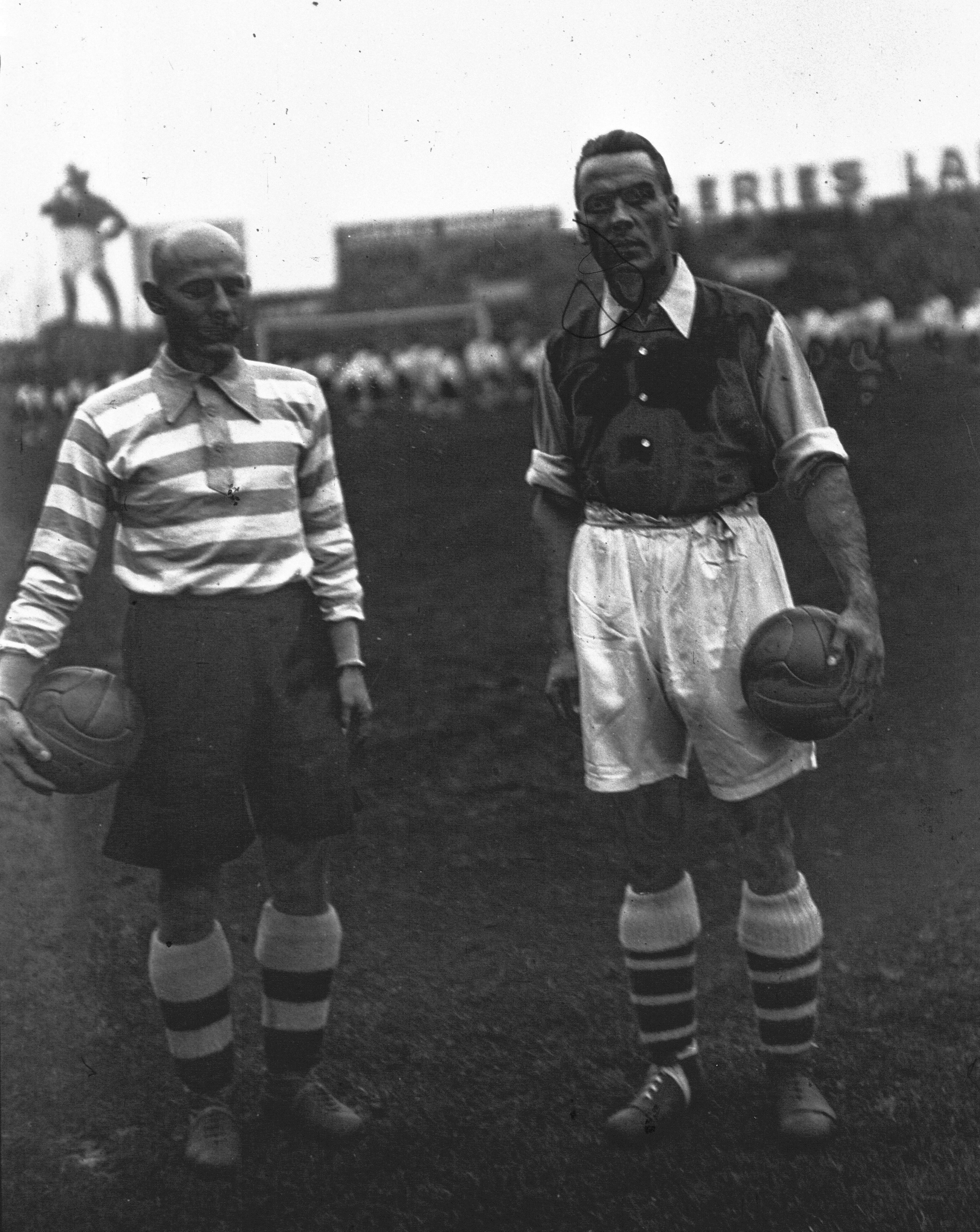
Alex James (droit) jouer en France

Même s'il ne fut jamais très prolifique (27 buts pour 261 matchs), il était souvent le dernier passeur et alimentait des joueurs plus offensifs comme Cliff Bastin. Il remporta le titre de champion d'Angleterre à quatre reprises avec Arsenal (en 1931, 1933, 1934 et 1935), ainsi que par deux fois la Coupe d'Angleterre 1930 et 1936, en inscrivant un but lors de la finale de 1930.
Sur le plan international, il ne connut que huit sélections avec l'Écosse, mais fit partie des Wembley Wizards qui battirent sèchement l'Angleterre sur le score de 5 à 1 sur sa pelouse de Wembley en 1928. Il inscrivit un doublé lors de cette rencontre.
Alex James se retira du football en 1937. L'ancien gunner servit dans un régiment d'artillerie durant la Seconde Guerre mondiale et devint par la suite journaliste. Après avoir effectué son retour à Arsenal en tant qu'entraîneur des équipes de jeunes il mourut subitement en 1953 à l'âge de 51 ans. James fait partie du Hall of Fame du musée national du football britannique depuis 2005.

## Carrière
- 1922–1925 : Raith Rovers FC ( Écosse)
- 1925–1929 : Preston North End ( Angleterre)
- 1929-1937 : Arsenal ( Angleterre)